# Gastrotheca microdiscus
Gastrotheca microdiscus és una espècie de granota de la família del hemipràctids. Va ser descrit com a Nototrema microdiscus per L.G. Anderson el 1910.
Viu a la copa de boscs primaris no alterats, on s'amaga a les bromèlias. Es reprodueix per desenvolupament directe, la femella porta els ous en una bossa a l'esquena de la femella, on cria les capgrossos.
Es troba a les regions costaneres i muntanyes del sud-est del Brasil des de l'estat d'Espirito Santo, al sud fins a l'estat de Santa Catarina. Viu fins a un altitud de 1.500 m però seria absent de les zones costenques.